# Schillerdenkmal (Wien)

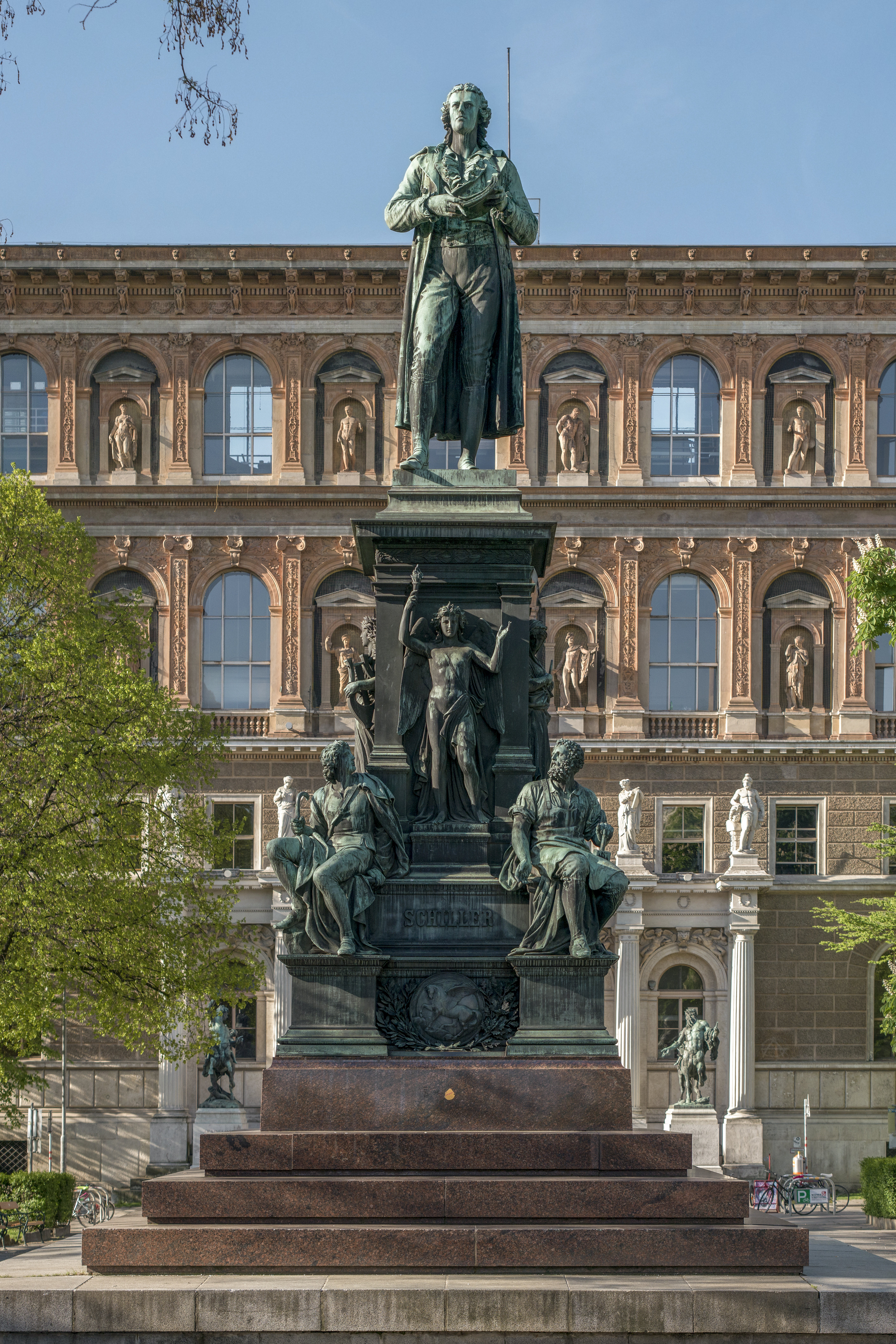
Das Schillerdenkmal vor der Akademie der bildenden Künste

Das Schiller-Denkmal zu Ehren des Dichters Friedrich Schillers (1759–1805) befindet sich auf dem Schillerplatz vor der Akademie der bildenden Künste im 1. Wiener Gemeindebezirk Innere Stadt.

## Beschreibung

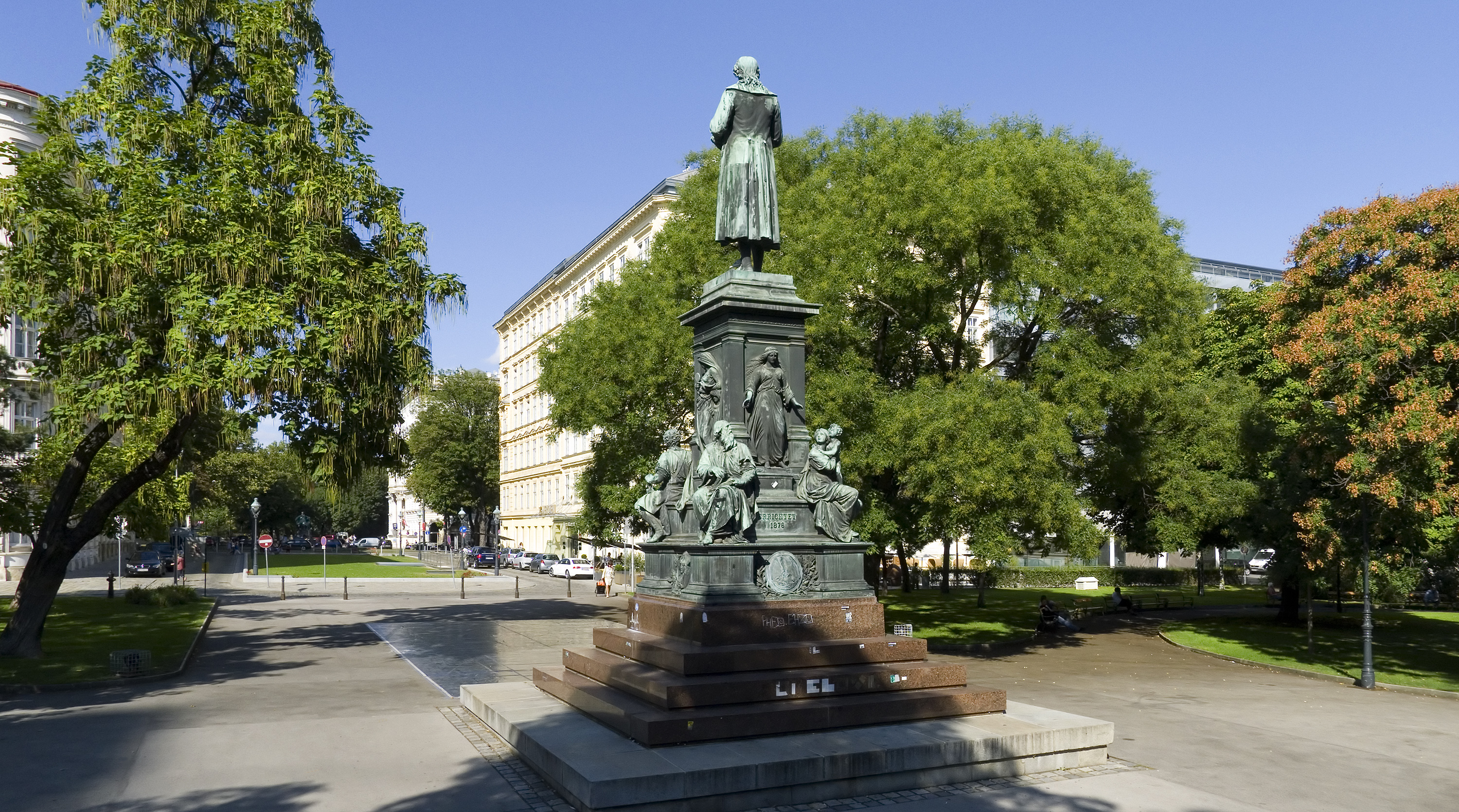
Schillerdenkmal, Blick stadteinwärts

Das Bronzestandbild Schillers steht auf einem Granitsockel mit Postament, an dessen Ecken sich vier monumentale Sitzfiguren der vier Lebensalter aus Schillers Gedicht Das Lied von der Glocke befinden. Dargestellt sind auf der Rückseite das Kind auf dem Schoß der Mutter und der Greis, auf der Vorderseite der Jüngling auf Wanderschaft, und der Eisengießer. Zwischen diesen Figuren sind an jeder Seite allegorische Figuren mit dazugehörigem Medaillonbild im Sockel angebracht, die den Genius, die Poesie, die Wissenschaft und die Heimatliebe symbolisieren.

## Geschichte
Wie viele andere Wiener Denkmäler wurde auch dieses Monument über Spendengelder finanziert, Entwürfe über einen Künstler-Wettbewerb eingeholt und durch ein Komitee koordiniert. Der Dichter Anastasius Grün und der Schriftsteller Ludwig August Frankl von Hochwart engagierten sich dabei sehr. Man entschied sich für ein von Johannes Schilling entworfenes Bronzestandbild im strenghistoristischen Stil, das 1875/1876 von Franz Pönninger und Josef Rölich in der k.k. Kunsterzgießerei geschaffen wurde.
Friedrich Schiller war der erste Künstler, dem auf einem öffentlichen Platz in Wien ein repräsentatives Denkmal gewidmet wurde. Dies war bis dahin nur für Herrscher oder Feldherren üblich.
Die Enthüllung fand am 10. November 1876 statt und wurde zum Anlass für die Verleihung des Prädikats „Ritter von Hochwart“ für Frankl genommen. Auch Anastasius Grün erhielt auf dem Schillerplatz eine Ehrung – 1891 wurde ihm in einer Ecke des Parks ein Denkmal gewidmet.
Im Jahr 1900 wurde gegenüber dem Schillerdenkmal in Sichtweite am Opernring ein Goethedenkmal errichtet.

## Bildergalerie

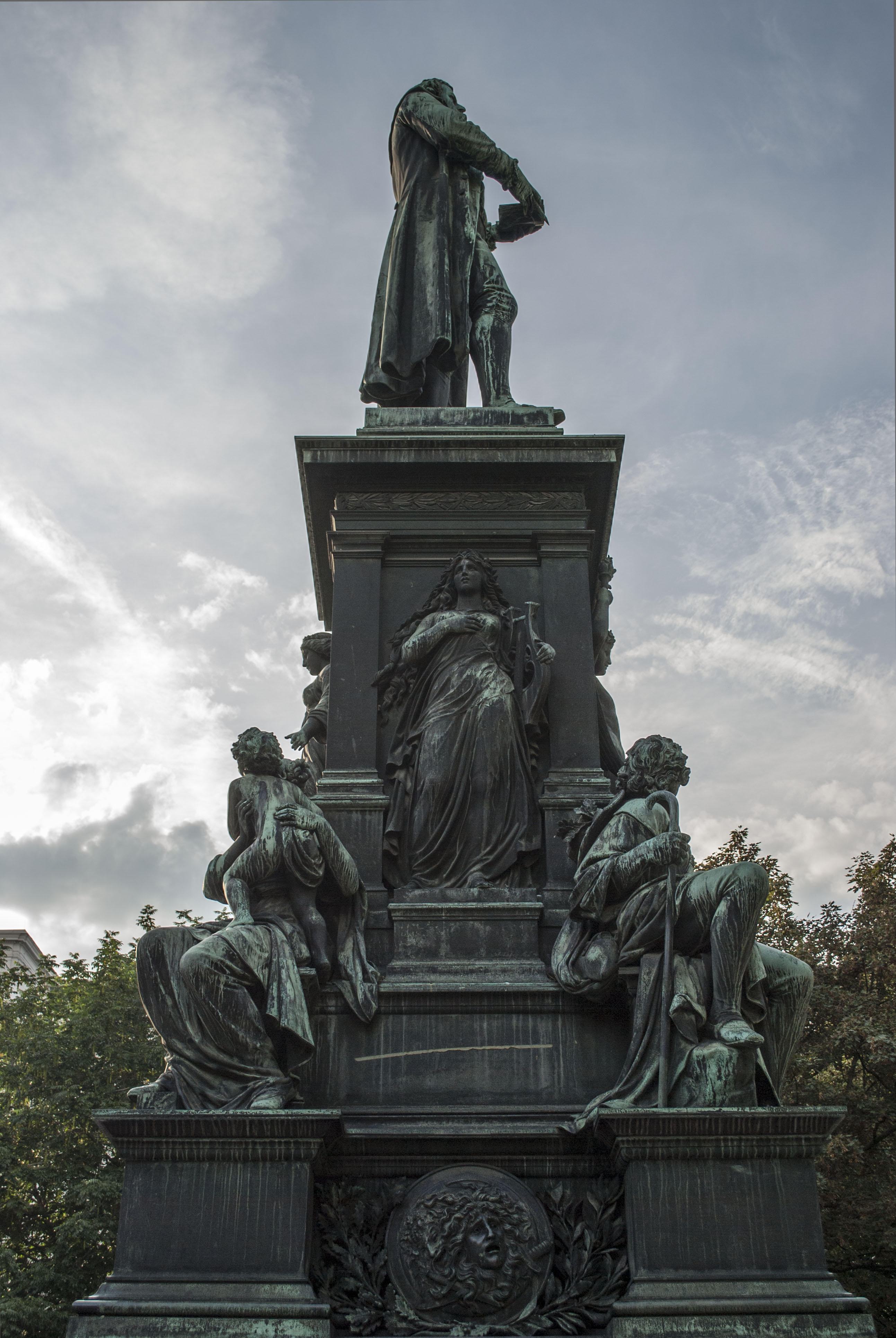
Poesie (Medaillon: Apollo), Kind und Jüngling
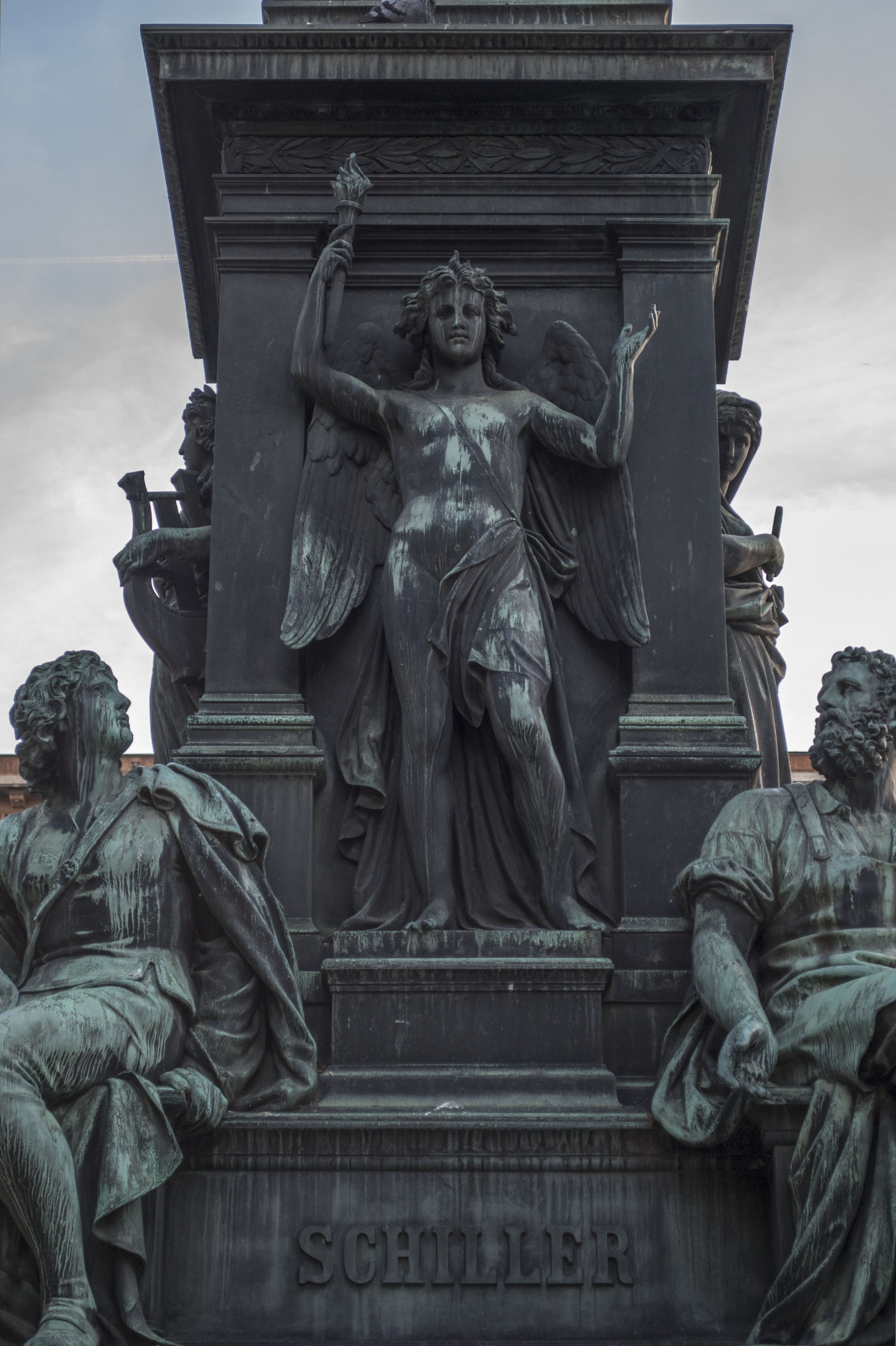
Genius (Medaillon: Pegasus), Jüngling und Eisengießer
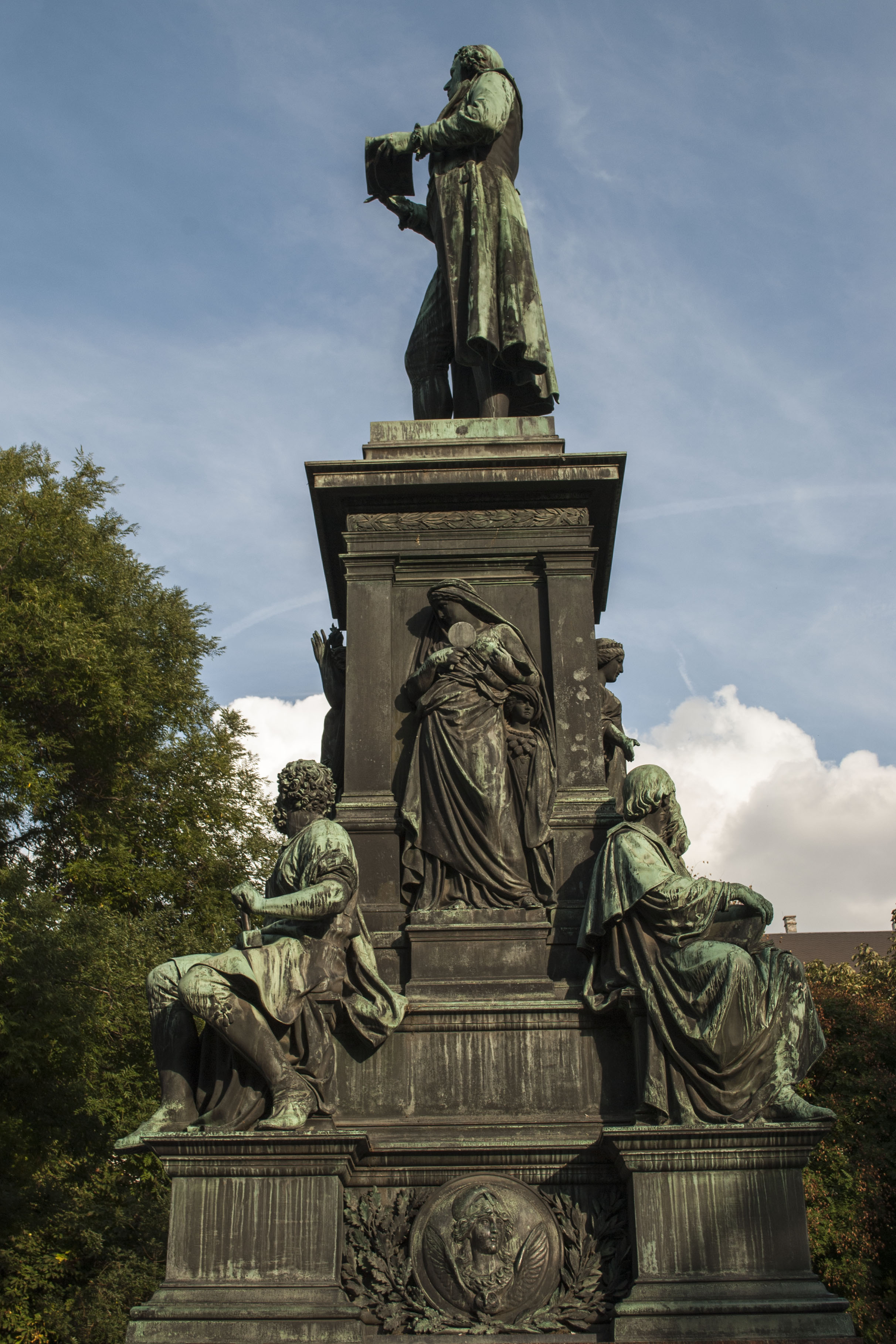
Wissenschaft (Medaillon: Athena), Eisengießer und Greis
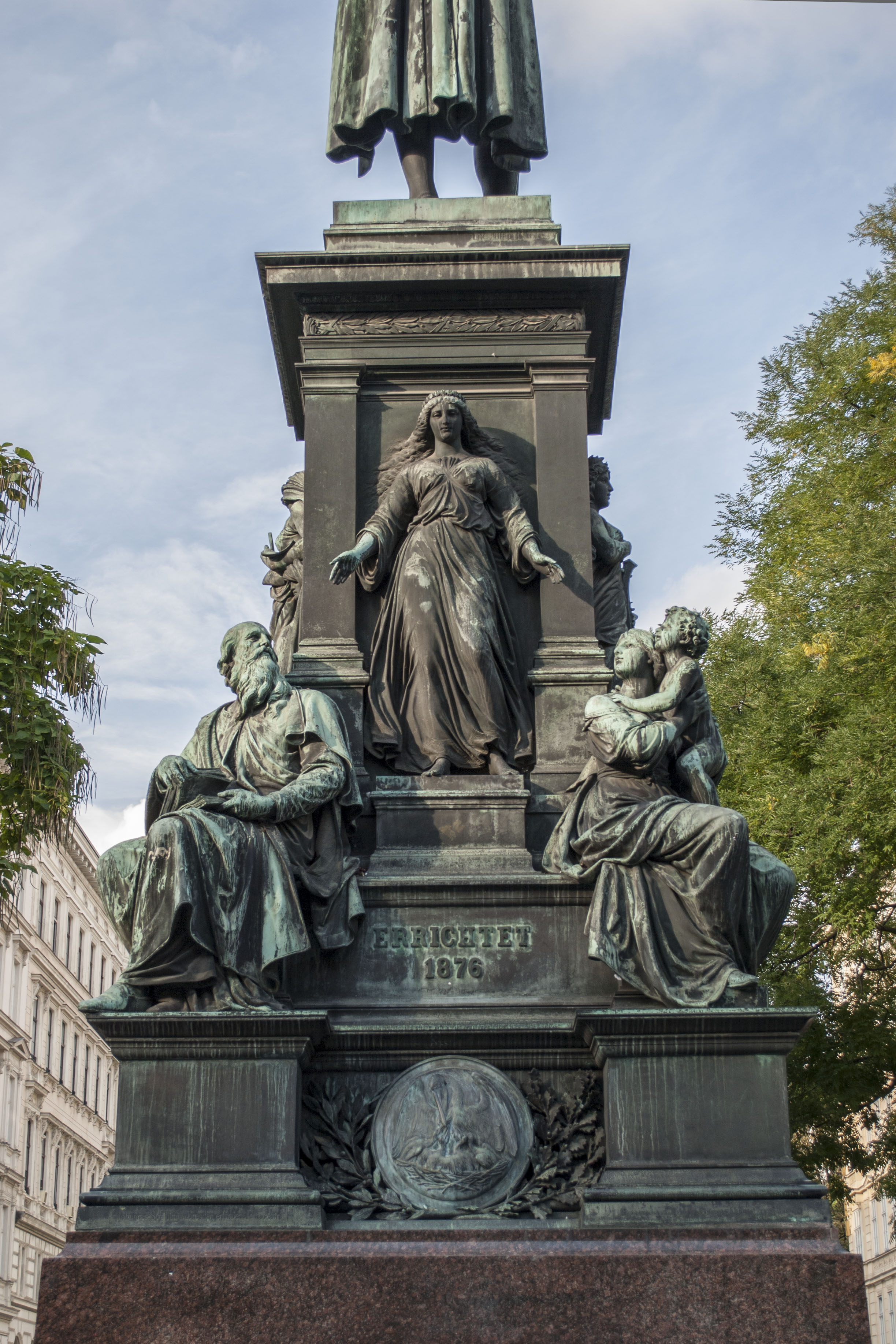
Heimatliebe (Medaillon: Pelican), Greis und Kind